# 롯롯
롯롯(Lot Lot, ロットロット, 로토로토, Rotto Rotto)은 아이렘에서 개발하고 배급한 다중 플랫폼 퍼즐 비디오 게임이다. 도쿠마 쇼텐은 패밀리컴퓨터를 포함한 가정용 플랫폼으로 이 게임을 출시했다.
플레이어는 하나의 화살을 조종하며, 펠릿(파친코 공과 유사함)을 상단 셀(4초 지연)에서 하단 셀로 옮겨야 한다. 이때 사악한 게와 대결할 필요는 없다. 게는 플레이어의 펠릿을 잡고 고무줄을 잘라 플레이어가 점수를 얻는 것을 방해하려고 한다. 게가 찾을 펠릿이 없으면 게는 보드에서 강제로 떠나게 된다.